# Sallama
Sallama (hebreiska: סלמה) är en ort i Israel.   Den ligger i distriktet Norra distriktet, i den norra delen av landet. Sallama ligger 172 meter över havet och antalet invånare är 1 800.
Terrängen runt Sallama är kuperad. Runt Sallama är det tätbefolkat, med 982 invånare per kvadratkilometer. Närmaste större samhälle är Maghār, 3,6 km öster om Sallama. Trakten runt Sallama består till största delen av jordbruksmark.